# طاقة الرياح في أستراليا

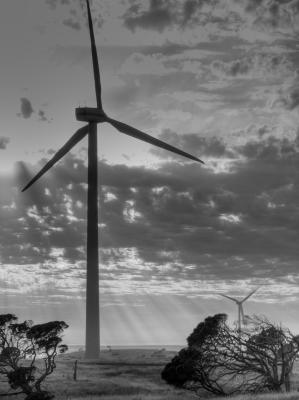
صباح المبكر في 239 ميغاواط مزرعة رياح بحيرة بونيد.

طاقة الرياح في أستراليا هي طريقة إنتاج الطاقة المتجددة في أستراليا. طاقة الرياح هي طريقة سريعة التوسع في إنتاج الطاقة المتجددة في أستراليا بمعدل نمو سنوي متوسط في القدرة المركبة 35٪ على مدى السنوات الخمس حتى عام 2011. اعتبارا من عام 2016، كان هناك 4327 ميغاواط من القدرة المركبة. واعتبارا من مايو 2017 تم اقتراح 12328 ميغاواط من السعة أو الالتزام بها. في عام 2016 شكلت طاقة الرياح 5.3٪ من إجمالي الطلب على الكهرباء في أستراليا و 30.8٪ من إجمالي إمدادات الطاقة المتجددة. . في نهاية عام 2016 كان هناك 79 مزرعة الرياح في أستراليا، ومعظمها من التوربينات من 1.5 إلى 3 ميغاواط. وبالإضافة إلى ذلك هناك 16 مشروعا ذات قدرة مركبة مجمعة تبلغ 1,861 ميغاواط إما قيد الإنشاء أو شيدت أو ستبدأ أعمال التشييد في عام 2017 بعد أن وصلت إلى إغلاق مالي.
جنوب أستراليا لديها 36.9٪ من قدرة طاقة الرياح في أستراليا وهو ما يمثل 40٪ من احتياجات الدولة من الكهرباء اعتبارا من عام 2016 والسنة الأولى التي كانت طاقة الرياح المصدر الرئيسي للكهرباء في الدولة. وبحلول نهاية عام 2011 وصلت طاقة الرياح في جنوب أستراليا 26٪ من توليد الكهرباء في الدولة متفوقة الطاقة التي تعمل بالفحم للمرة الأولى. في تلك المرحلة كانت جنوب أستراليا مع 7.2٪ فقط من سكان أستراليا، 54٪ من طاقة الرياح المثبتة في أستراليا.
فيكتوريا لديها أيضا نظام كبير مع أقل قليلا من 30٪ من قدرة أستراليا اعتبارا من عام 2016. في أغسطس 2015 أعلنت الحكومة الفيكتورية عن دعم مالي لمزارع الرياح الجديدة كجزء من دفعة لتشجيع الطاقة المتجددة في الدولة، والتي من المتوقع أن تجلب بناء 100 ميغاواط متواضعة من طاقة الرياح الجديدة في الولاية بقيمة 200 دولار مليون في الاستثمار. وتوقعت الحكومة أن يكون هناك حوالي 2400 ميغاواط من قيمة المشاريع الفيكتوريه التي تمت الموافقة عليها ولكن لم يتم بناؤها بعد.

## نظرة عامة

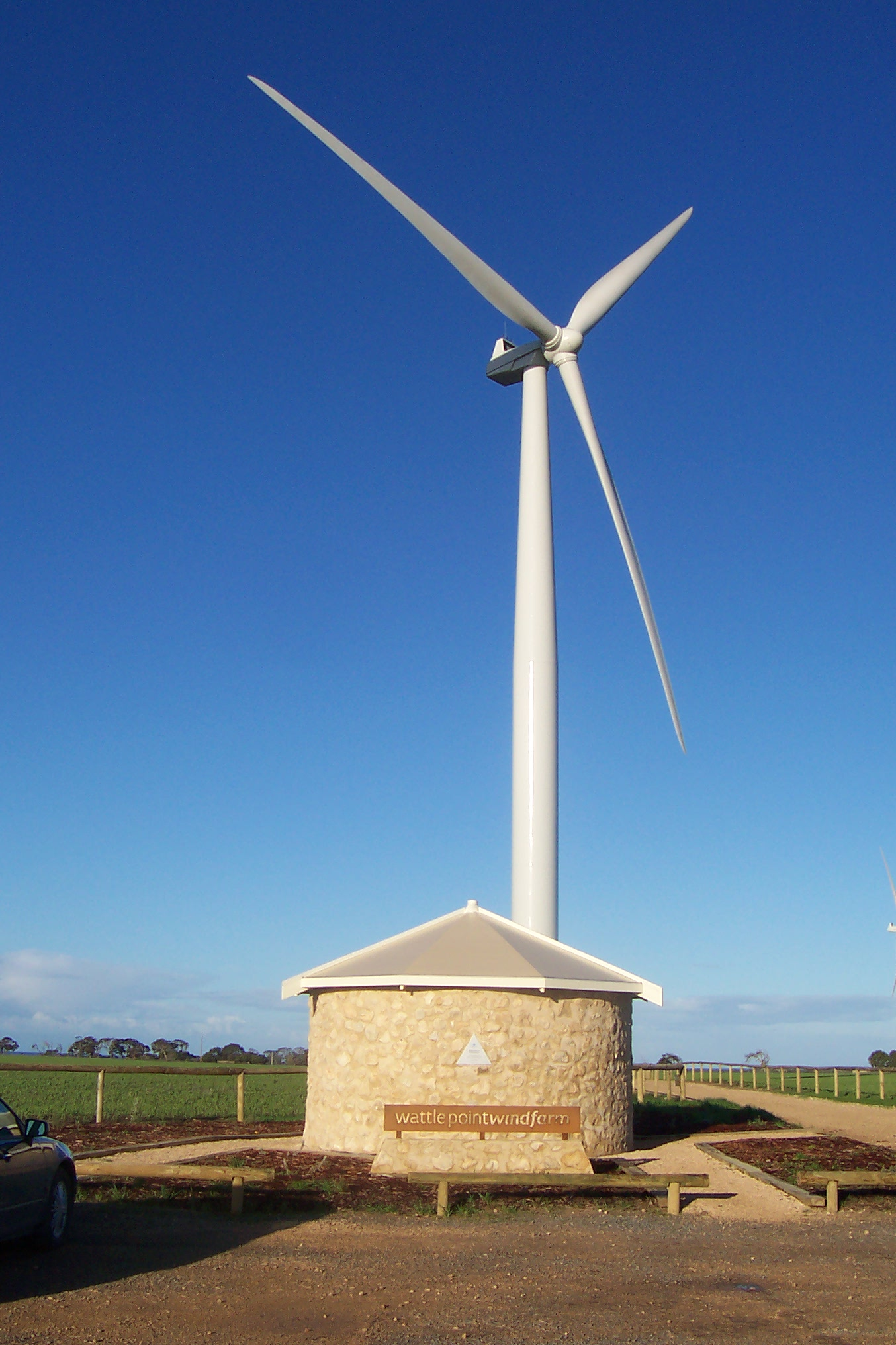
مركز المعلومات بالقرب من قاعدة الأبراج بمزرعة الرياح بواتل

تمتلك أستراليا موارد رياح ممتازة وفقا للمعايير العالمية. يقع الساحل الجنوبي في الأربعينات ومئات المواقع لديها متوسط سرعة الرياح فوق 8 أو حتى 9 م / ث في 50 م فوق سطح الأرض (ارتفاع مركز مولد الرياح الحديثة). جنوب غرب أستراليا وجنوب أستراليا وغربي فيكتوريا وشمال تسمانيا والمناطق مرتفعة من نيو ساوث ويلز وكوينزلاند لديها موارد الرياح جيدة وقد شاركت عدة ولايات في رصد منتظم لسرعة الرياح في الثمانينيات والتسعينيات وكانت نتائجه متاحة للجمهور. تنتج مزارع الرياح الأسترالية في المتوسط عوامل قدرة تتراوح بين 30-35٪ مما يجعل الرياح خيارا جذابا. حصة جنوب أستراليا الكبيرة (جنبا إلى جنب مع فيكتوريا القريبة) يعني معظم طاقة الرياح في أستراليا يحدث في نفس الوقت تقريبا. الارتباط بين جنوب أستراليا ونيو ساوث ويلز هو 0.34 في حين أن الارتباط بين جنوب أستراليا وتسمانيا هو 0.10.
واعتبارا من أكتوبر 2010 بلغت طاقة الرياح حوالي 5 تيراوات ساعة من إجمالي 251 تيراوات ساعة من الكهرباء المستخدمة في السنة  ما يكفي من الكهرباء لتوليد الكهرباء بشكل متقطع لأكثر من 700,000 منزل خلال فترات الرياح العاتية  2 في المئة من إجمالي استهلاك الكهرباء في أستراليا. وقد جاء ذلك من 52 مزرعة رياح تعمل بقدرة أكبر من 100 كيلووات تتألف من ما مجموعه 1,052 توربين ويمثل هذا الرقم زيادة بنسبة 30٪ تقريبا في توليد طاقة الرياح كل عام على مدى العقد الماضي أو بزيادة إجمالية تزيد عن 1000٪ خلال تلك الفترة. وبلغ إجمالي الطاقة المركبة في أكتوبر 2010 ما مجموعه 1,880 ميغاواط (1.88 غيغاواط) ولم تعد سوى المشاريع التي تزيد عن 100 كيلوواط، بالإضافة إلى 1,043 ميغاواط قيد الإنشاء.

## مرارع رياح
وفي ديسمبر 2013 كان هناك 68 مزرعة رياح تزيد قدرة كل منها عن 100 كيلووات تعمل في أستراليا. وبحلول نهاية عام 2016 كان هناك 79 مزرعة رياح في أستراليا بلغ مجموعها 4327 ميغاواط في القدرة.
أكبر مزرعة رياح هي مزرعة ماكارثور الرياح في فيكتوريا الذي افتتح في يناير 2013 بسعة 420 ميغاواط.
عملت أول مزرعة تجارية في أستراليا مزرعة رياح سالمون بالقرب من الترجي في غرب أستراليا لمدة 15 عاما من عام 1987 ولكن تم إيقاف تشغيلها بسبب التعدي على المناطق الحضرية وقد تم استبدالها من قبل عشرة مزرعة الرياح ميل لاجون ومزرعة الرياح بشاطئ نايل ميل.
واعتبارا من أبريل 2017 هناك 14 مشروعا للرياح بقدرة تركيبية مركبة تبلغ 1,642 ميغاواط إما قيد الإنشاء أو شيدت أو ستبدأ البناء في عام 2017 بعد أن وصلت إلى إغلاق مالي.

## طاقة الرياح من قبل الدولة
قائمة كاملة من جميع مزارع الرياح في أستراليا ويمكن الاطلاع على قائمة مزارع الرياح في أستراليا. مقالات الدولة ذات الصلة هي:
- مزرعة الرياح في نيو ساوث ويلز
- مزرعة الرياح في كوينزلاند
- مزرعة الرياح جنوب أستراليا
- مزرعة الريح تاسمانيا
- مزارع رياح فيكتوريا
- مزارع الرياح الغربية في أستراليا

القدرة المثبتة من قبل الدولة
وتستند الأرقام التالية إلى القدرات في نهاية عام 2016.
| # | حالة / منطقة               | طاقة الرياح    | طاقة الرياح    | طاقة الرياح    | طاقة الرياح      | اقترح                             | اقترح                             |
| # | حالة / منطقة               | القدرة المثبتة | القدرة المثبتة | القدرة المثبتة | القدرة المثبتة   | قيد الإنشاء أو ملتزم (نهاية 2016) | قيد الإنشاء أو ملتزم (نهاية 2016) |
| # | حالة / منطقة               | مشاريع         | توربينات       | مجموع ميغاواط  | مدى الاختراق (%) | مشاريع                            | مجموع ميغاواط                     |
| - | -------------------------- | -------------- | -------------- | -------------- | ---------------- | --------------------------------- | --------------------------------- |
| 1 | جنوب أستراليا              | 19             | 689            | 1,595          | 40 (نهاية 2016)  | 3                                 | 213                               |
| 2 | فيكتوريا                   | 18             | 602            | 1,250          | 5 (نهاية 2013)   | 3                                 | 299                               |
| 3 | نيو ساوث ويلز              | 12             | 361            | 668            | 1 (نهاية 2013)   | 1                                 | 175                               |
| 4 | غرب أستراليا               | 21             | 308            | 491            | 8 (نهاية 2013)   | —                                 | —                                 |
| 5 | تاسمانيا                   | 7              | 124            | 310            | 5 (نهاية 2013)   | —                                 | —                                 |
| 6 | كوينزلاند                  | 2              | 22             | 13             | 0                | 1                                 | 180 (المتوقع 2018)                |
| 7 | إقليم أنتاركتيكا الأسترالي | 1              | 2              | 1              | —                | —                                 | —                                 |
| 8 | الإقليم الشمالي            | 0              | 0              | 0              | —                | —                                 | —                                 |
| 9 | مقاطعة العاصمة الأسترالية  | 0              | 0              | 0              | —                | —                                 | —                                 |
|   | أستراليا                   | 79             | 2,106          | 4,327          | —                | 8                                 | 867 (687 المتوقع 2017)            |

## القدرة التنافسية للطاقة الرياح
وقد يكون من الصعب إجراء مقارنات بين الرياح ومصادر الطاقة الأخرى بسبب ملامح التكاليف المرتبطة بتطورات الرياح والغالبية العظمى من التكاليف المرتبطة بتطورات الرياح هي تكاليف رأسمالية أولية. تكاليف التشغيل منخفضة نسبيا مع كل وحدة إضافية من طاقة الرياح تكلف القليل جدا لإنتاج. وعلى سبيل المقارنة فإن لتطور الغاز الطبيعي والفحم تكاليف رأسمالية كبيرة فضلا عن تكاليف تشغيلية كبيرة. ويخلق الاختلاف في مواصفات التكاليف صعوبات عند محاولة مقارنة تكلفة مصادر الطاقة البديلة.
وعلى الرغم من هذه التعقيدات، فإن معظم البيانات تشير إلى أن طاقة الرياح هي واحدة من أكثر المصادر كفاءة من حيث التكلفة للطاقة المتجددة ولكن ما يقرب من ضعف تكلفة الطاقة المولدة للفحم في عام 2006. عندما يتم حساب التكاليف المرتبطة بالتلوث في أنها كانت قادرة على المنافسة مع محطات توليد الكهرباء التي تعمل بالفحم والغاز حتى ذلك الحين. وبحلول عام 2014 كانت الرياح أدنى تكلفة من حيث التكلفة للطاقة من أي مصدر للطاقة في أستراليا.
وخلصت دراسة أجرتها شركة سكم في عام 2012 حول الفوائد القتصادية لمزارع الرياح في أستراليا إلى أن مزرعة الرياح توفر لكل من 50 ميغاواط من الطاقة الفوائد التالية:
- العمالة المباشرة لما يصل إلى 48 من عمال البناء حيث ينفق كل عامل حوالي 25,000 دولار في المنطقة المحلية في المحلات التجارية والمطاعم والفنادق وغيرها من الخدمات - ما مجموعه تصل إلى 1.2 مليون دولار.
- التوظيف المباشر لحوالي خمسة موظفين - يبلغ إجمالي الناتج السنوي من 125,000 $ تنفق في الاقتصاد المحلي.
- والعمل غير المباشر خلال مرحلة البناء من حوالي 160 شخصا محليا، و 504 وظائف حكومية و 795 وظيفة في جميع أنحاء البلاد.
- تصل إلى 250,000 دولار سنويا للمزارعين في إيرادات تأجير الأراضي و 80,000 $ على مشاريع المجتمع كل عام.[17]

## تأثير بيئي

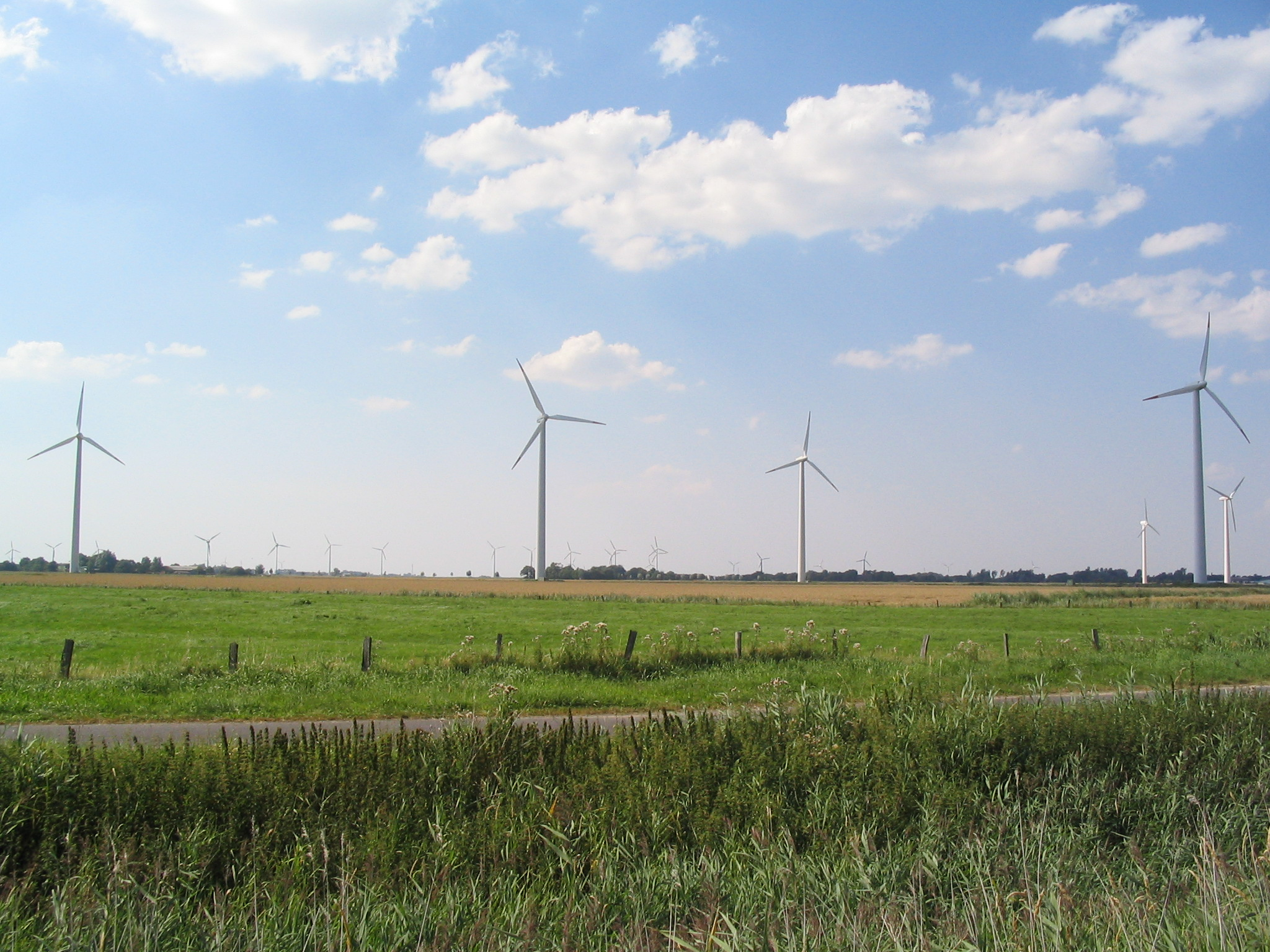
طاقة الرياح هي واحدة من أكثر المصادر الصديقة للبيئة للطاقة المتجددة

وأستراليا هي خامس أعلى مصدر للفرد من غازات الدفيئة بمعدل 25.8 طنا من ثاني أكسيد الكربون لكل شخص سنويا وتحتل المرتبة الأولى من البلدان الصناعية وتحتل المرتبة السادسة عشرة من مجموع البلدان في إجمالي الانبعاثات القطرية مع 495 مليون طن من ثاني أكسيد الكربون سنويا. وهي واحدة من كبار مصدري الفحم وحرق الذي يطلق CO2 في الغلاف الجوي. كما أنها واحدة من أكثر البلدان تعرضا لخطر تغير المناخ وفقا لتقرير ستيرن ويرجع ذلك جزئيا إلى حجم قطاعها الزراعي وساحلها الطويل.
ومزرعة الرياح عند تركيبها على الأراضي الزراعية، لها واحدة من أدنى الآثار البيئية لجميع مصادر الطاقة:
- وهي تحتل مساحة أرض أقل لكل كيلوواط ساعة من الكهرباء المولدة من أي نظام آخر لتحويل الطاقة وبصرف النظر عن الطاقة الشمسية على السطح ومتوافق مع الرعي والمحاصيل.
- فإنه يولد الطاقة المستخدمة في بنائه في 3 أشهر فقط من العملية ولكن عمرها التشغيلي هو 20-25 عاما.
- إن انبعاثات غازات الدفيئة وتلوث الهواء الناتج عن إنشائها صغيرة ومتناقصة. هناك القليل جدا من الانبعاثات والتلوث الناتج عن تشغيلها.
- وباستبدال الحمولة الأساسية (معظمها من طاقة الفحم) في أستراليا القارية حيث تنتج طاقة الرياح انخفاضا صافيا في انبعاثات غازات الدفيئة وتلوث الهواء.
- توربينات الرياح الحديثة هي صامتة تقريبا وتدوير ببطء شديد (من حيث الثورات في الدقيقة الواحدة) أنها نادرا ما تشكل خطرا على الطيور.[19]

قد تكون قضايا المناظر الطبيعية والتراث قضية هامة لبعض مزارع الرياح. ومع ذلك هذه هي الحد الأدنى بالمقارنة مع الآثار البيئية للفحم. ومع ذلك، عند اتباع إجراءات التخطيط المناسبة، يجب أن تكون مخاطر التراث والمناظر الطبيعية في حدها الأدنى. بعض الناس قد لا تزال تعترض على مزارع الرياح ربما على أساس جماليات ولكن يجب موازنة شواغلهم ضد الحاجة إلى معالجة التهديدات الناجمة عن تغير المناخ وآراء المجتمع الأوسع.
وقد أظهرت التجربة في الخارج أن المشاورات المجتمعية والمشاركة المباشرة من الجمهور العام في مشاريع مزرعة الرياح ساعدت على زيادة موافقة المجتمع. بعض مزارع الرياح تصبح مناطق جذب سياحية.
ويتضمن استعراض غارنوت لتغير المناخ، وخطة الحد من التلوث بالكربون، والهدف الإلزامي للطاقة المتجددة الذي أعلنته الحكومة الأسترالية، انخفاضا في انبعاثات غازات الدفيئة الأسترالية. أستراليا هي أعلى باعث للغازات الدفيئة للفرد في العالم المتقدم  وطاقة الرياح في وضع جيد للنمو وتقديم تخفيضات انبعاثات غازات الاحتباس الحراري على أساس تنافسي من حيث التكلفة. ويمكن لمزرعة الرياح النموذجية التي تبلغ 50 ميغاواط في أستراليا أن تقلل من انبعاثات غازات الدفيئة بما يتراوح بين 000 65 و 000 115 طن في السنة.
واستنادا إلى أرقام عام 2010 لإنتاج الكهرباء البالغة 5 تيراوات ساعة على الصعيد الوطني وتشير التقديرات إلى أن طاقة الرياح وفرت أستراليا 000 100 5 طن من انبعاثات ثاني أكسيد الكربون في ذلك العام ومن الناحية النسبية يتم حساب ذلك ليكون ما يعادل إزالة 1,133,000 سيارة من الطرق في البلاد.

## سياسة طاقة الرياح
وفي الفترة من عام 2001 إلى أوائل عام 2006 كانت القوة الدافعة الرئيسية لإنشاء مزارع الرياح في أستراليا هي هدف الحكومة الإلزامي للطاقة المتجددة (MRET). ومع ذلك وبحلول منتصف عام 2006 كانت قد تم تركيب طاقة متجددة كافية أو كانت قيد الإنشاء لتلبية الهدف الصغير من برنامج الرصد والتقييم في عام 2010. وفي عام 2006 أيضا تحدث عدد من وزراء الحكومة الاتحادية عن عدد من مقترحات المزارع الريحية.
وقد اقترح الدكتور مارك ديسندورف أن الحكومة الأسترالية قد حاولت وقف تطوير طاقة الرياح وأقل تكلفة وجديدة ومصدر الكهرباء المتجددة حتى وقت محطات الطاقة التي تعمل بالفحم مع احتجاز CO2 ومحطات عزل وربما النووية هي متاح. غير أن تكنولوجيات «الفحم النظيف» قد لا تكون متاحة تجاريا لمدة 20 سنة على الأقل وعلاوة على ذلك فإن خفض التكلفة العالية للطاقة النووية إلى مستوى يمكن أن تتنافس فيه مع طاقة الرياح يتطلب وجود جيل جديد من محطات الطاقة النووية التي لا تزال موجودة على لوحة الرسم والتي قد تستغرق 15 عاما على الأقل.
وفي نوفمبر 2007 انتخبت حكومة رود العمل في أستراليا لتحل محل حكومة هاورد (الائتلاف الليبرالي / الوطني) ووافقت الحكومة الجديدة على التزام أستراليا ببروتوكول كيوتو ووعدت باستهداف 20٪ من الطاقة المتجددة بحلول عام 2020 وبذل المزيد من الجهد للحد من انبعاثات غازات الدفيئة في أستراليا. ونتيجة لذلك تم اقتراح العديد من المشاريع الجديدة للطاقة الريحية تحسبا لتوسيع نطاق العلاج بالرياح.
وفي يوليو 2011 بحث برنامج «أربعة زوايا» التابع للهيئة الأسترالية المخاوف الصحية المرتبطة بمزارع الرياح الأسترالية في تقرير «ضد الرياح».

## شركات طاقة الرياح الرئيسية

### طاقة ميريديان
طاقة ميريديان هي شركة مملوكة للدولة نيوزيلندا وأكبر مولد الكهرباء في نيوزيلندا وهي متخصصة في الطاقة المتجددة وهي الطاقة الكهرومائية والطاقة الريحية ولديها 2353 ميغاواط من توليد الطاقة الكهرومائية و 357 ميغاواط من توليد الرياح في نيوزيلندا وقد توسعت في السنوات الأخيرة إلى أستراليا وتركز عملياتها الأسترالية حاليا على طاقة الرياح وتشمل المشاريع المنجزة أو التي يجري تطويرها حاليا ما يلي:
- مزرعة رياح ماكارثور 140 توربينات الرياح 420 ميغاواط.
- مزرعة رياح جبل ميرسر 64 توربينات الرياح 131 ميغاواط.
- مزرعة رياح جبل ميلار 35 توربينات الرياح 70 ميغاواط.

### المحيط الهادى
المحيط الهادي هي شركة أسترالية متخصصة في توليد الكهرباء باستخدام الطاقة المتجددة وينصب تركيزه على الطاقة الكهرومائية والرياح. محطات طاقة الرياح التي يملكها المحيط الهادي ما يلي:
- مزرعة رياح كودرينغتون.
- مزرعة رياح كاليسوم.
- مشروع رياح بورتلاند.

### هيدروتاسمانيا
هيدرو تاسمانيا مقرها في تسمانيا ولديها ثلاث مزارع الرياح العاملة في أستراليا: مزرعة رياح وولنورث في شمال غرب تسمانيا موسلرو مزرعة الرياح في شمال شرق تسمانيا ومزرعة رياح الصخور الكاتدرائية في جنوب أستراليا.

### سوزلون
شركة سوزلون للطاقة بأستراليا ومقرها في ملبورن وهي شركة تابعة لشركة سوزلون إنرجي، وهي شركة هندية متعددة الجنسيات مقرها في بيون والهند. وستقوم سوزلون بتثبيت 45 وحدة من توربينات الرياح S88 - 2.1 ميغاواط في مزرعة ريح هاليت لتكون موجودة على نطاق براون هيل الذي يقع على بعد حوالي 220 كيلومترا شمال أديلايد.

### تروست باور
تروست باور هي مولد كهربائي متجدد في نيوزيلندا. وتدير الشركة عددا من المخططات الكهرومائية في نيوزيلندا والعديد من مزارع الرياح في نيوزيلندا وأستراليا. مزارع الرياح في أستراليا تشمل سنتون وميبونغا المقترحة، سواء في جنوب أستراليا.

### ويند بروسبكت
وتتولى شركة ويند بروسبكت جميع جوانب تطوير طاقة الرياح بما في ذلك التصميم والبناء والتشغيل والخدمات التجارية ولها مكاتب في المملكة المتحدة وأيرلندا وكندا وأستراليا ونيوزيلندا والصين. مع أكثر من 18 عاما من التنمية الناجحة في هذه الصناعة وقد شاركت مجموعة الرياح بروسبكت في أكثر من 2500 ميغاواط من مزارع الرياح المعتمدة، بما في ذلك المشاريع البرية والبحرية من حيث التنمية والبناء والعمليات والخدمات التجارية ولها 4000 أخرى ميغاواط في المرحلة الأولى من التنمية وقد شارك مهندسو الشركة المدنية والكهربائية والميكانيكية في تكليف أكثر من 50 مزرعة رياح حول العالم.
مكاتب تنمية الرياح بروسبيكت في أستراليا في أديلايد نيوكاسل بريسبان وملبورن. وتعد شركة ويند بروسبيكت أكثر مطورين نجاحا في أستراليا بعد أن حصلت على موافقة التخطيط ل 10 مزارع رياح يبلغ مجموعها أكثر من 860 ميغاواط، منها 565 ميغاواط تعمل أو قيد الإنشاء. ومن النجاحات التي تحققت مؤخرا في جنوب أستراليا هي مزرعة الرياح الشمالية براون هيل (132.3 ميغاواط) ومزرعة الرياح الخداعية (52.1 ميغاواط) وكلاهما على بعد 270 كيلومترا تقريبا شمال شرق أديلايد وهما مشروعان رياح بروسبيكت السادس والسابع للرياح على التوالي للتقدم إلى البناء في جنوب أستراليا وقد حظي المزيد من المشاريع في هذه المنطقة بموافقة على التخطيط ومن المتوقع أن تبدأ في البناء.

### ويندلاب
ويندلاب سيستمز هي شركة أسترالية تعمل في الولايات المتحدة وكندا وجنوب أفريقيا. تأسست في عام 2003 باعتبارها العرضية كسيرو وتستخدم الشركة التقنيات المتقدمة ذاتيا وندسكيب التي تقوم على تكنولوجيا النمذجة الجوية في كسيرو وأدوات رصد الرياح المتقدمة للقيام ببرنامج لتحديد الموقع والتحقق من الموقع وتطوير مزرعة الرياح. وقد استخدم ما يقرب من 1500 ميغاواط من المشاريع في أستراليا الملكية الفكرية ويندلاب لأغراض تحديد الموقع. وقد قامت الشركة بتطوير مزرعة الرياح في أوكلاند (67 ميغاواط) ومزرعة كولجار ويند (206 ميغاواط). مع الحوافز من أكت التعريفة التعريفة على نطاق واسع، ويندلاب وبناء كونور جسر مزرعة الرياح، وتقع شمال غرب بينديغو، فيكتوريا. هذا المشروع مملوك بشكل مشترك من قبل شركة ويندلاب ليمتد ويوروس إنيرجي وحاملو الأراضي المجاورة للمشروع ولديه 6 توربينات تصل إلى 19.4 ميغاواط. اعتبارا من عام 2017، ستبدأ شركة ويندلاب في بناء مزرعة الرياح كياتا وهو مشروع طاقة الرياح 30ميغاواط يقع على بعد 50 كم شمال غرب فيكتوريا وويندلاب أيضا تطوير حديقة الطاقة كينيدي في شمال كوينزلاند بالقرب من تاونزفيل على مرحلتين: ما يصل إلى 40 - 50 ميغاواط من الرياح و 40 - 50 ميغاواط من الطاقة الشمسية في المرحلة الأولى وتصل إلى 600 ميغاواط من الرياح و 600 ميغاواط من الطاقة الشمسية في المرحلة الثانية. ومنذ ذلك الحين أصبح ويندلاب مطورا كاملا للمزارع الريحية ويأخذ المشاريع إلى مرحلة البناء.

### إنفيجن للطاقة
إنفيجن للطاقة هي المطور مالك ومشغل توليد الطاقة المتجددة وتحديدا الرياح والطاقة الشمسية داخل أستراليا والولايات المتحدة. ويقع مقرها الرئيسي في سيدني. وقد وضعت الشركة العديد من مزارع الرياح وخاصة في جنوب أستراليا ونيو ساوث ويلز مع مزيد من مزارع الرياح المقترحة في غرب أستراليا وفيكتوريا.

## المقارنات الدولية
وكانت طاقة توليد الرياح الإجمالية في أستراليا البالغة 1,880 ميغاواط في عام 2010  أقل بكثير بالمقارنة مع العديد من الدول المتقدمة والنامية الأخرى لتحتل المرتبة 15 عالميا وراء قادة مثل الصين مع 44,733 ميغاواط، والولايات المتحدة مع 40,180 ميغاواط وألمانيا مع 27,215 ميغاواط مع 20,676 ميغاواط، والهند مع 13,066 ميغاواط.
ومن حيث القدرة المركبة لكل فرد من السكان، احتلت أستراليا المركز الثامن عشر في العالم في عام 2010، حيث بلغت 0.086 كيلوواط للشخص الواحد ولم يكن هذا سوى حوالي ثمانى دول العالم الدنماركية التي كانت 0.675 كيلوواط للشخص الواحد في حين كانت الدول الأخرى في اسبانيا هي 0.442 كيلوواط للفرد والبرتغال 0.344 كيلوواط للشخص الواحد وألمانيا 0.334 كيلوواط للشخص الواحد. أما الدولتان الأولان من حيث القدرة الكلية الصين والولايات المتحدة، فقد صنفت فقط في المرتبة 27 و 9 من حيث السعة لكل رأس مع 0.033 كيلوواط للشخص الواحد و 0.128 كيلو واط للفرد على التوالي.
في حين أن أستراليا أنتجت ما يقرب من 2٪ من الكهرباء من طاقة الرياح  بالمقارنة مع بلدان أخرى، تخلفت مرة أخرى وراء قادة العالم في عام 2010. مرة أخرى تصدرت الدنمارك هذه القائمة، وهو ما يمثل حوالي 19٪ من إنتاج الكهرباء، مع البرتغال في 18 ٪، وإسبانيا في 16٪، وألمانيا بنسبة 9٪. وكان للقادة العالميين من حيث القدرة الكلية الصين والولايات المتحدة، مساهمات كنسبة مئوية من إجمالي إمدادات الكهرباء أقرب إلى ذلك من أستراليا مع 1.2٪ و 2٪ على التوالي.

## روابط خارجية
- Miskelly، Andrew (2010). "Wind Farm Performance". مؤرشف من الأصل في 2018-12-03. اطلع عليه بتاريخ 2010-10-08. Australian wind energy production since 14 May 2008 (data from AEMO)
- Wind Power and Wind Farms in Australia: Wind in the Bush
- List of useful links about renewable energy in Australia
- Renewable Energy Atlas of Australia
- Why Australia needs wind power by Mark Diesendorf
- SA Electricity Industry Supply Planning Council 2005 Wind Study نسخة محفوظة 18 سبتمبر 2006 على موقع واي باك مشين.
- Sustainability Victoria Wind Energy: The Myths and the Facts
- Why does Green Power cost extra?
- The base-load fallacy by Mark Diesendorf
- Integrating wind energy in the Australian National Electricity Market
- Wind energy round the clock